# J. Fred Coots
John Frederick „Fred“ Coots (* 2. Mai 1897 in Brooklyn; † 8. April 1985 in New York City) war ein US-amerikanischer Songwriter. Er schrieb mehr als 700 Lieder. Am bekanntesten ist das Weihnachtslied „Santa Claus Is Coming to Town“, das zu den größten wirtschaftlichen Erfolgen in der amerikanischen Musikgeschichte gehört.

## Leben und Wirken
Coots erhielt von seiner Mutter Klavierunterricht. Nach der Highschool arbeitete er erst auf einer Bank, wechselte aber 1914 ins Musikgeschäft, wo er zunächst als Pianist die neuesten Songs in einem Notengeschäft vorführte; daneben versuchte er sich als Komponist. 1917 wurde ein erster Song von ihm veröffentlicht. In den nächsten Jahren arbeitete er für die Vaudevilleszene und schrieb seine Songs unter anderem für Sophie Tucker. Ab 1922 begann er für den Broadway zu arbeiten und komponierte die Musik für Shows wie Sally, Irene and Mary oder Artists and Models. 1929 verfasste er den Hit Sons o’ Gun, um dann nach Hollywood zu ziehen. Dort schrieb er Songs wie „A Precious Little Thing Called Love“ (Text von Lou Davis) für den Film Liebeslüge, „I Still Get a Thrill. (Thinking Of You)“ (1930, Text von Benny Davis), „Love Letters in the Sand“ (1931, Text von Nick und Charles Kenny), „Two Tickets to Georgia“ (Text von Charles Tobias) oder "Beautiful Lady In Blue" (1935, Text von Sam M. Lewis, mit dem er zuvor schon „For All We Know“ verfasste). 1934 entstand „For All We Know“ (mit Sam M. Lewis) und sein Weihnachtslied „Santa Claus Is Coming to Town“ gemeinsam mit dem Texter Haven Gillespie, mit dem er weiter 1935 „A Beautiful Lady in Blue“ und 1938 „You Go to My Head“ schuf.
Die Komposition zu „Santa Claus Is Coming to Town“ schuf er am 10. Oktober 1933 innerhalb von fünf Minuten als Notensatz auf einem Briefumschlag während einer Metro-Fahrt. Die ausgerufenen Metrostationen sollen ihn zur Melodie inspiriert haben. 1936, 1938 und 1939 schrieb er auch Songs für die Revue des Cotton Club.